# Saint-Genest (Allier)
Saint-Genest è un comune francese di 360 abitanti situato nel dipartimento dell'Allier della regione dell'Alvernia-Rodano-Alpi.

## Società

### Evoluzione demografica
Abitanti censiti